# Каваллини, Лукас
Лукас Даниэль Каваллини (англ. Lucas Daniel Cavallini; род. 28 декабря 1992, Торонто) — канадский футболист уругвайского происхождения, нападающий клуба «Тихуана» и сборной Канады. Участник чемпионата мира 2022 года.

## Клубная карьера
Каваллини — воспитанник клуба «Насьональ». В 2012 году для получения игровой практики Лукас на правах аренды перешёл в «Хувентуд Лас-Пьедрас». 25 августа в матче против столичного «Ривер Плейта» он дебютировал в уругвайской Примере. 2 сентября в поединке против «Сентраль Эспаньол» Каваллини забил свой первый гол за «Хувентуд». В своём дебютном сезоне он забил 10 мячей, став одним из лучших бомбардиров команды. После окончания аренды Лукас вернулся в «Насьональ». 24 августа в матче против «Рентистаса» он дебютировал за основной состав.
В начале 2014 года Каваллини на правах аренды перешёл в столичный «Феникс». 2 февраля в матче против «Эль Танке Сислей» он дебютировал за новый клуб. Через неделю в поединке против «Суд Америка» Лукас забил свой первый гол за «Феникс». По окончании аренды клуб выкупил трансфер футболиста.
В начале 2017 года Каваллини перешёл в «Пеньяроль». 11 февраля в матче против столичного «Ливерпуля» он дебютировал за новый клуб. 25 февраля в поединке против «Монтевидео Уондерерс» Лукас забил свой первый гол за «Пеньяроль». Летом того же года Каваллини на правах аренды перешёл в мексиканскую «Пуэблу». 9 сентября в матче против «Крус Асуль» он дебютировал в мексиканской Примере. 17 сентября в поединке против «Некаксы» Лукас забил свой первый гол за «Пуэблу». В июне 2018 года Каваллини подписал с «Пуэблой» контракт на четыре года.
16 декабря 2019 года Каваллини перешёл в «Ванкувер Уайткэпс» за рекордную для канадского клуба сумму трансфера, подписав трёхлетний контракт с опцией продления ещё на один год. В MLS он дебютировал 29 февраля 2020 года в матче стартового тура сезона против «Спортинга Канзас-Сити». 5 сентября в матче против «Торонто» он забил свой первый гол в MLS. По окончании сезона 2022 «Ванкувер Уайткэпс» не стал продлевать контракт с Каваллини.
1 февраля 2023 года Каваллини подписал контракт с мексиканской «Тихуаной». 10 февраля в матче против «Атлетико Сан-Луис» он дебютировал в мексиканской Примере. 3 марта в поединке против «Атласа» Лукас забил свой первый гол за «шолос».

## Международная карьера
В 2011 году Каваллини в составе молодёжной сборной Канады выступал на молодёжном чемпионате КОНКАКАФ в Гватемале. На турнире он сыграл в матчах против команд Гваделупы, Коста-Рики и Мексики. В поединке против гваделупцев Лукас забил гол.
6 августа 2012 года в товарищеском матче против сборной Тринидада и Тобаго Каваллини дебютировал за сборную Канады.
В 2017 году Лукас попал в заявку сборной на участие в Золотом кубке КОНКАКАФ. На турнире он сыграл в матчах против команд Французской Гвианы, Коста-Рики, Гондураса и Ямайки.
9 сентября 2018 года в отборочном матче Лиги наций КОНКАКАФ против сборной Американских Виргинских Островов Каваллини сделал «дубль», забив свои первые голы за национальную сборную.
Летом 2019 года Каваллини принял участие в Золотом кубке КОНКАКАФ. На турнире он сыграл в матче против команд Мартиники, Мексики, Кубы и Гаити. В поединках против мексиканцев, кубинцев и гаитян Лукас забил 5 голов.
В 2021 году Каваллини был включён в состав сборной на Золотой кубок КОНКАКАФ 2021. На турнире он сыграл в матчах против сборных Мартиники, Гаити, США и Коста-Рики.
В 2022 году Каваллини был включён в состав сборной на чемпионат мира 2022. На турнире он сыграл в матче против команды Хорватии.
В 2023 году Каваллини был включён в состав сборной на Золотой кубок КОНКАКАФ 2023. На турнире он сыграл в матчах против сборных Гваделупы, Гватемалы, Кубы и США. В поединке против гваделупцев Лукас забил гол.

### Голы за сборную Канады
| #   | Дата            | Место                                    | Противник                       | Счёт | Результат | Соревнование                        |
| --- | --------------- | ---------------------------------------- | ------------------------------- | ---- | --------- | ----------------------------------- |
| 01. | 9 сентября 2018 | Ай-эм-джи Академи, Брейдентон, США       | Американские Виргинские Острова | 2:0  | 8:0       | Лига наций КОНКАКАФ 2019/20 (отбор) |
| 02. | 9 сентября 2018 | Ай-эм-джи Академи, Брейдентон, США       | Американские Виргинские Острова | 5:0  | 8:0       | Лига наций КОНКАКАФ 2019/20 (отбор) |
| 03. | 9 сентября 2018 | Бимо Филд, Торонто, Канада               | Доминика                        | 3:0  | 5:0       | Лига наций КОНКАКАФ 2019/20 (отбор) |
| 04. | 24 марта 2019   | Би-Си Плэйс, Ванкувер, Канада            | Французская Гвиана              | 2:1  | 4:1       | Лига наций КОНКАКАФ 2019/20 (отбор) |
| 05. | 24 марта 2019   | Би-Си Плэйс, Ванкувер, Канада            | Французская Гвиана              | 4:1  | 4:1       | Лига наций КОНКАКАФ 2019/20 (отбор) |
| 06. | 20 июня 2019    | Бронкос Стэдиум эт Майл Хай, Денвер, США | Мексика                         | 1:2  | 1:3       | Золотой кубок КОНКАКАФ 2019         |
| 07. | 23 июня 2019    | Банк оф Америка Стэдиум, Шарлотт, США    | Куба                            | 2:0  | 7:0       | Золотой кубок КОНКАКАФ 2019         |
| 08. | 23 июня 2019    | Банк оф Америка Стэдиум, Шарлотт, США    | Куба                            | 3:0  | 7:0       | Золотой кубок КОНКАКАФ 2019         |
| 09. | 23 июня 2019    | Банк оф Америка Стэдиум, Шарлотт, США    | Куба                            | 4:0  | 7:0       | Золотой кубок КОНКАКАФ 2019         |
| 10. | 29 июня 2019    | Эн-ар-джи Стэдиум, Хьюстон, США          | Гаити                           | 2:0  | 2:3       | Золотой кубок КОНКАКАФ 2019         |
| 11. | 15 октября 2019 | Бимо Филд, Торонто, Канада               | США                             | 2:0  | 2:0       | Лига наций КОНКАКАФ 2019/2020       |
| 12. | 29 марта 2021   | Ай-эм-джи Академи, Брейдентон, США       | Каймановы Острова               | 8:0  | 11:0      | Чемпионат мира 2022 (отбор)         |
| 13. | 29 марта 2021   | Ай-эм-джи Академи, Брейдентон, США       | Каймановы Острова               | 10:0 | 11:0      | Чемпионат мира 2022 (отбор)         |
| 14. | 29 марта 2021   | Ай-эм-джи Академи, Брейдентон, США       | Каймановы Острова               | 11:0 | 11:0      | Чемпионат мира 2022 (отбор)         |
| 15. | 5 июня 2021     | Ай-эм-джи Академи, Брейдентон, США       | Аруба                           | 1:0  | 7:0       | Чемпионат мира 2022 (отбор)         |
| 16. | 5 июня 2021     | Ай-эм-джи Академи, Брейдентон, США       | Аруба                           | 3:0  | 7:0       | Чемпионат мира 2022 (отбор)         |
| 17. | 9 июня 2022     | Би-Си Плэйс, Ванкувер, Канада            | Кюрасао                         | 4:0  | 4:0       | Лига наций КОНКАКАФ 2022/23         |
| 18. | 17 ноября 2022  | Аль-Мактум Стэдиум, Дубай, ОАЭ           | Япония                          | 2:1  | 2:1       | Товарищеский матч                   |
| 19. | 27 июня 2023    | Бимо Филд, Торонто, Канада               | Гваделупа                       | 1:1  | 2:2       | Золотой кубок КОНКАКАФ 2023         |

## Достижения
Командные
 «Пеньяроль»
- Чемпион Уругвая: 2017

 «Ванкувер Уайткэпс»
- Победитель Первенства Канады: 2022